# دوشکستی

نور با قطبش موازی (s) ضریب شکست متفاوتی با نوری که قطبش عمود دارد (p) می‌بیند و بنابر قانون اسنل در زاویه متفاوتی شکسته می‌شود

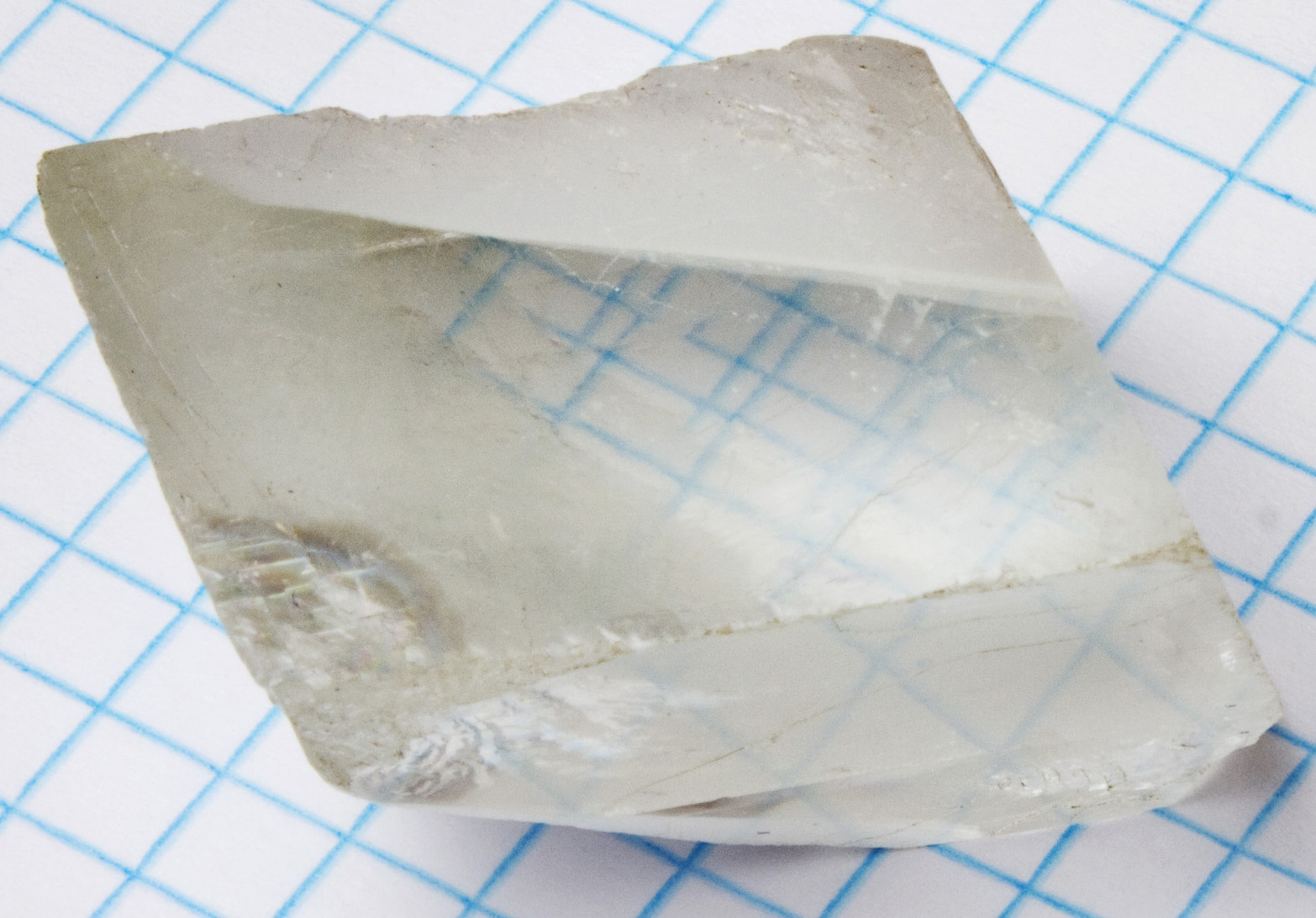
یک بلور کلسیت که روی یک کاغذ با خطوط آبی است. مشاهده می‌شود که این خطوط دوبار شکسته شده‌اند

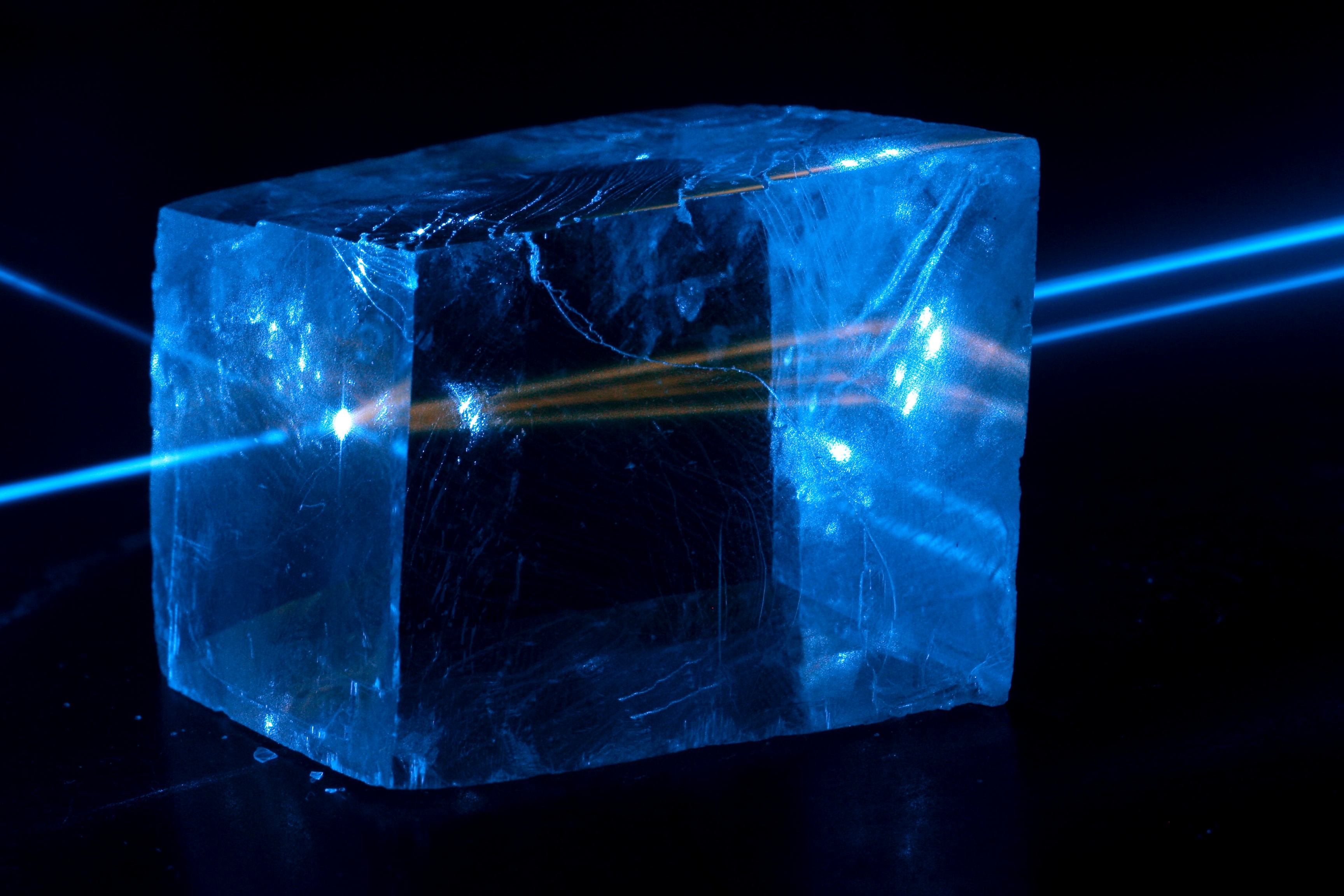
نگاره‌ای از دوشکستی پرتوهای لیزر درحالی که از طریق یک کانی کلسیت عبور می‌کند، برخی از اثرات فلورسنس نیز وجود دارد.

دوشکستی یا ضریب شکست مضاعف (به انگلیسی: Birefringence) یک خاصیت نورشناختی موادی است که ضریب شکست آن‌ها به قطبش و جهت انتشار نور وابسته‌است. بلورها با ساختار بلوری نامتقارن و پلاستیک تحت تنش از خود دوشکستی بروز می‌دهند. مواد نوری ناهمسان گرد به عنوان موادی که دوشکستی دارند شناخته می‌شوند. دوشکستی اغلب به عنوان حداکثر اختلاف بین ضریب‌های شکست نشان داده شده توسط ماده تعیین می‌شود. دوشکستی مسئول پدیده شکست مضاعف است که به موجب آن یک پرتو نور، زمانی که به یک ماده دوشکست تابیده می‌شود، توسط قطبش به دو پرتو تقسیم می‌شود که مسیرهای کمی متفاوت دارند.. این پدیده برای اولین بار در سال ۱۶۶۹ توسط یک دانشمند دانمارکی به نام راسموس بارتولین توصیف شد که او این پدیده را در کلسیت که کریستالی با قوی‌ترین دوشکستی است مشاهده کرد. با این حال این پدیده در آن زمان مورد توجه قرار نگرفت تا قرن نوزدهم که آگوستن ژان فرنل این پدیده را توصیف کرد. در صورتی که یک ماده دارای دو یا چند ضریب شکست در جهات مختلف باشد پدیده‌ای به نام دوشکستی در آن به وجود می‌آید به این ترتیب که هنگام ورود یک دسته نور به داخل آن این شعاع به دوشعاع که یکی از قوانین عادی شکست نور پیروی کرده و دیگری نمی‌کند تفکیک می‌شود. به شعاعی که از قانون شکست پیروی می‌کند شعاع عادی و به دیگری شعاع غیرعادی گویند. هر یک از این دو شعاع با سرعت‌های متفاوت که بستگی به ضریب شکست ماده برای هر یک از آن‌ها دارد حرکت خواهد کرد. از طرفی هر یک از این شعاع‌های قطبی‌شده صفحه‌ای بوده و برهم عمودند. مواد تک محوری: در برخی مواد کریستالی جهت یا محوری وجود دارد که در آن جهت نور غیرقطبی به دو جز تفکیک نمی‌شود. مواد دومحوری وجود دارد که این خاصیت را دارند. این ترکیبات در اصطلاح بلورهای دو محوری نام دارند.